# AB Pyxidis
Désignations
AB Pyxidis ou HD 72268, est une supergéante rouge de la constellation de la Boussole (nommée Pyxidis en latin). Selon la mesure de sa parallaxe par le satellite Gaia, l'étoile est située à approximativement ∼ 5 000 a.l. (∼ 1 530 pc) de la Terre.
AB Pyxidis est une supergéante rouge de type spectral M3-Iab-Ib. Elle est aussi une variable irrégulière à longue période de type Lc, dont la magnitude apparente varie entre 6,37 et 6,98.